# Terek (Stadt)
Terek (russisch Терек, kabardinisch Тэрч/Tartsch) ist eine Stadt in der nordkaukasischen Republik Kabardino-Balkarien in Russland mit 19.170 Einwohnern (Stand 14. Oktober 2010).

## Geografie
Die Stadt liegt am Nordrand des Großen Kaukasus etwa 60 km östlich der Republikhauptstadt Naltschik rechts des gleichnamigen Flusses Terek.
Terek ist Verwaltungszentrum des gleichnamigen Rajons.
Die Stadt liegt an der 1875 eröffneten, heute elektrifizierten Hauptstrecke der Nordkaukasus-Eisenbahn (Rostow am Don–) Prochladny–Wladikawkas (Station Murtasowo, Streckenkilometer 1970 ab Moskau).

## Geschichte
1875 entstand beim Bau der Eisenbahnstrecke nach Wladikawkas die kleine Stationssiedlung Murtasowo. 1920 begann man hier mit der Errichtung eines Verwaltungszentrums für das umliegenden, damals Kleine Kabardei (Malaja Kabarda) genannte Gebiet. Die neue Siedlung erhielt ihren Namen nach dem Fluss, 1945 den Status einer Siedlung städtischen Typs und 1967 das Stadtrecht.

### Bevölkerungsentwicklung
| Jahr | Einwohner |
| ---- | --------- |
| 1939 | 4.485     |
| 1959 | 6.647     |
| 1979 | 12.335    |
| 1989 | 16.559    |
| 2002 | 20.255    |
| 2010 | 19.170    |

Anmerkung: Volkszählungsdaten

## Wirtschaft
Wichtigstes Unternehmen der Stadt ist ein Werk für Diamantwerkzeuge der Ural-Terek-Almas AG. Daneben gibt es Betriebe der Lebensmittelindustrie (Wein, Konserven). Im Umfeld der Stadt werden Weizen und Futterkulturen angebaut sowie Milchvieh, Schafe und Pferde gehalten.